# Lepidanthrax borius
Lepidanthrax borius är en tvåvingeart som beskrevs av Hall 1976. Lepidanthrax borius ingår i släktet Lepidanthrax och familjen svävflugor.
Artens utbredningsområde är Kalifornien. Inga underarter finns listade i Catalogue of Life.